# روبرت تومسون (لاعب كرة الماء)
روبرت تومسون هو لاعب كرة الماء كندي، ولد في 11 يونيو 1947 في هاميلتون في كندا.

## وصلات خارجية
- روبرت تومسون على موقع اللجنة الأولمبية الدولية (الإنجليزية)
- روبرت تومسون على موقع أوليمبيديا (الإنجليزية)